# Interstate 20
Interstate 20 (afgekort I-20) is een Interstate Highway in de Verenigde Staten. De snelweg begint bij het plaatsje  Kent in de staat Texas. Hier heeft de weg aansluiting met de I-10. De weg eindigt in Florence (South Carolina). De weg voert door zes van de elf Zuidelijke Verenigde Staten. 

## Lengte

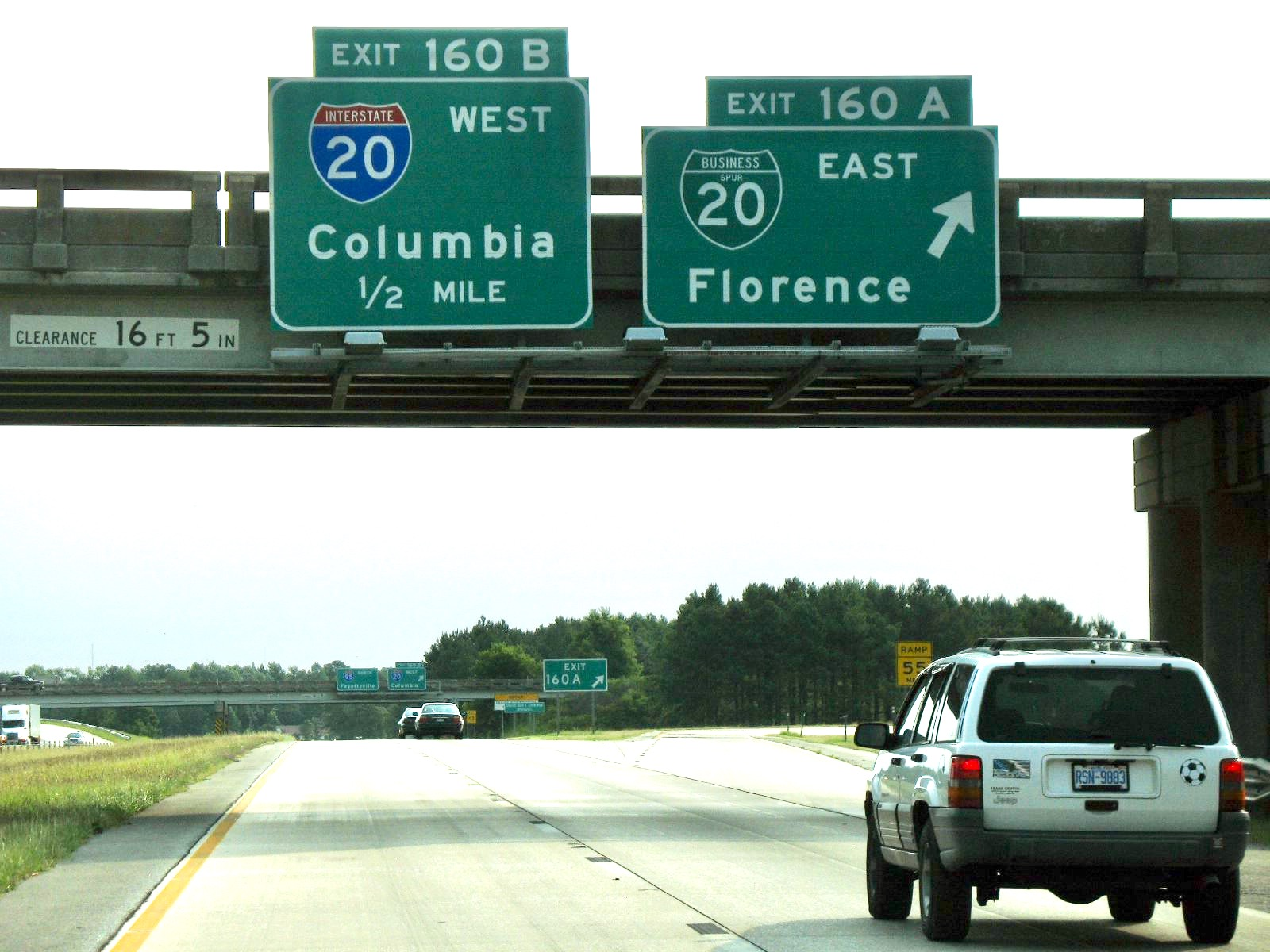
Interstate 20 bij Florence

| Staat          | km   | mijl |  |
|                |      |      |  |
| Texas          | 1020 | 634  |  |
| Louisiana      | 304  | 189  |  |
| Mississippi    | 248  | 154  |  |
| Alabama        | 346  | 215  |  |
| Georgia        | 324  | 201  |  |
| South Carolina | 227  | 141  |  |
|                |      |      |  |
| Totaal         | 2470 | 1535 |  |

## Belangrijke steden aan de I-20
Abilene - Dallas - Shreveport - Vicksburg - Jackson - Tuscaloosa - Atlanta - Augusta - Columbia - Florence